# Vắc-xin MMR
Vắc-xin MMR (còn được gọi là vắc-xin MPR tên tiếng Latin của bệnh) là là một loại vắc-xin chủng ngừa chống lại bệnh sởi, quai bị và rubella (bệnh sởi Đức). Nó là một hỗn hợp của virus sống đã làm suy giảm của ba bệnh, được sử dụng thông qua tiêm. Vắc-xin lần đầu tiên được phát triển bởi Maurice Hilleman ở Merck. Vắc xin được bán dưới nhiều tên thương hiệu khác nhau, bao gồm M-M-R II, Priorix, Tresivac và Trimovax.
Một loại vắc-xin được cấp phép để phòng ngừa bệnh sởi đầu tiên vào năm 1963, và được cải tiến vào năm 1968. Vaccine cho quai bị và rubella đã có vào năm 1967 và 1969. Ba loại vắc-xin (cho bệnh quai bị, sởi và rubella) được kết hợp vào năm 1971 để trở thành vắc xin sởi-quai bị sởi-rubella (MMR). Tại Hoa Kỳ, vắc-xin đã được cấp phép vào năm 1971 và liều thứ hai được giới thiệu vào năm 1989. MMR được sử dụng rộng rãi trên toàn thế giới; kể từ khi giới thiệu các phiên bản đầu tiên trong những năm 1970, hơn 500 triệu liều đã được sử dụng ở hơn 60 quốc gia.
Vắc-xin thường đã được tiêm lúc còn nhỏ. MMR thường được dùng cho trẻ em lúc 1 tuổi, với liều thứ hai trước khi bắt đầu đi học (tức là 4/5 tuổi). Liều thứ hai là một liều để sản xuất miễn dịch ở một số ít người (2–5%), những người không phát triển đầy đủ khả năng miễn dịch bệnh sởi sau liều đầu tiên. Lịch têm chủng thay đổi tùy mỗi nước.  Vắc xin cũng được khuyến cáo sử dụng ở một số người lớn bị nhiễm HIV.

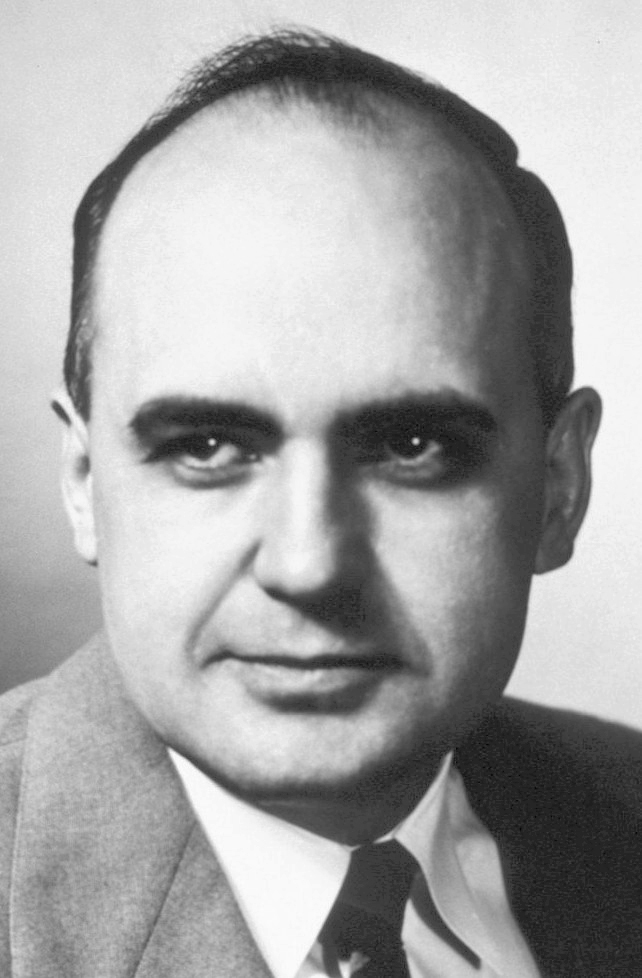
Maurice Hilleman

Lợi ích của việc chủng ngừa bệnh sởi trong việc ngăn ngừa bệnh tật, khuyết tật và tử vong đã được ghi nhận rõ ràng. 20 năm đầu tiên được cấp phép tiêm chủng sởi tại Hoa Kỳ đã ngăn chặn ước tính 52 triệu trường hợp mắc bệnh, 17.400 trường hợp khuyết tật trí tuệ và 5.200 ca tử vong Trong giai đoạn 1999-2004, một chiến lược do Tổ chức Y tế Thế giới và UNICEF dẫn đầu đã cải thiện phạm vi tiêm chủng sởi, ngăn chặn được 1,4 triệu ca tử vong do sởi trên toàn thế giới. Từ năm 2000 đến năm 2013, việc tiêm chủng sởi đã làm giảm 75% tử vong do căn bệnh này.